# Careproctus tapirus
Careproctus tapirus és una espècie de peix pertanyent a la família dels lipàrids.

## Descripció
- El mascle fa 12,7 cm de llargària màxima i la femella 13,9.
- Nombre de vèrtebres: 60-61.[4]

## Hàbitat
És un peix marí i batidemersal que viu entre 170 i 320 m de fondària.

## Distribució geogràfica
Es troba al mar de Barentsz.

## Observacions
És inofensiu per als humans.